# Verbandsgemeinde Winnweiler
La comunità amministrativa di Winnweiler (Verbandsgemeinde Winnweiler) si trova nel circondario del Donnersberg nella Renania-Palatinato, in Germania.

## Comuni
Fanno parte della comunità amministrativa i seguenti comuni:
| Comune, città               | Sup. (km²) | Abitanti |
| --------------------------- | ---------- | -------- |
| Börrstadt                   | 15,08      | 942      |
| Breunigweiler               | 3,24       | 455      |
| Falkenstein                 | 7,49       | 178      |
| Gonbach                     | 2,93       | 487      |
| Höringen                    | 10,74      | 593      |
| Imsbach                     | 8,92       | 862      |
| Lohnsfeld                   | 6,91       | 936      |
| Münchweiler an der Alsenz   | 7,09       | 1 211    |
| Schweisweiler               | 4,85       | 340      |
| Sippersfeld                 | 13,23      | 1 093    |
| Steinbach am Donnersberg    | 4,43       | 749      |
| Wartenberg-Rohrbach         | 4,46       | 439      |
| Winnweiler                  | 21,81      | 4 921    |
| Verbandsgemeinde Winnweiler | 111,18     | 13 206   |

(Abitanti al 31 dicembre 2021)